# Aeroporto de Colônia-Bonn
O Aeroporto Internacional de Colónia-Bona (IATA: CGN, ICAO: EDDK), em alemão: Flughafen Köln/Bonn é um aeroporto alemão localizada na reserva natural Wahner Heide, à 15 km sudeste do centro de Colónia e a 16 km à nordeste de Bona. O aeroporto está aberto 24 horas por dia. É o sexto aeroporto maior da Alemanha e segundo em termos de carga. Em 2011, 9,6 milhões de passageiros utilizaram o aeroporto.

## História
O primeiro avião a deslocar-se da Área de Treino Militar Wahner Heide foi em 1913. O aeroporto tornou-se numa base aéria da Luftwaffe em 1939. Depois da Segunda Guerra Mundial, os militares do Reino Unido expandiram o aeroporto. Em 1951 o aeroporto foi aberto para cívis.
Nos anos 1950 e 1960, o aeroporto recebeu um novo terminal. No dia 1 de Novembro de 1970 um Boeing 747 partiu para Nova Iorque pela primeira vez. Em 1986, o aeroporto foi escolhido pela UPS, para ser o seu hub para a Europa. Em 2004, abriu uma estação de comboios de longa distância.

## Centro de triagem

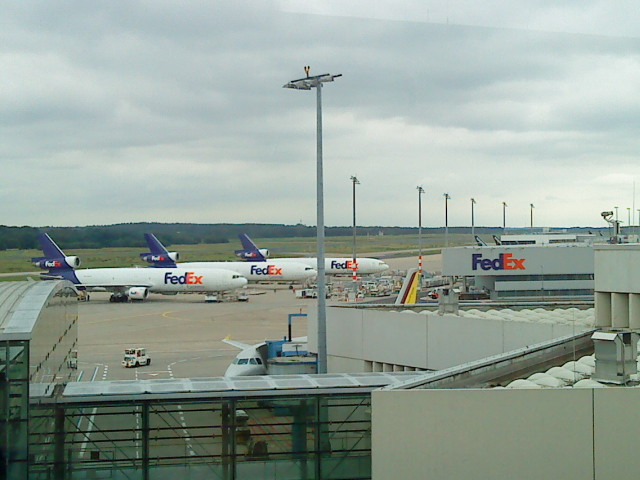
Centro de triagem da Federal Express

Em 27 de Outubro de 2010, o novo centro de triagem da Federal Express para Europa Central e Oriental foi aberto. No novo hub da FedEx, a maior do mundo de transporte expresso, investiram conjuntamente 140 milhões de euros. O sistema de triagem automatizada, pode processar até 18 mil pacotes e documentos por hora.